# Iglesia de Nuestra Señora de la Asunción (Parla)
La iglesia de Nuestra Señora de la Asunción de Parla, conocida popularmente como iglesia vieja, fue construida a comienzos del siglo XVI y reconstruida a lo largo del siglo XX. Rendía culto a la antigua patrona del municipio, Nuestra Señora de Agosto, también denominada Nuestra Señora de la Asunción.

## Historia
En el siglo XV existía en Parla la antigua iglesia de Santa María de Parla, ya desaparecida. Este templo era de estiló mudéjar, siendo una construcción muy vieja que se encontraba en un estado muy deteriorado. Por lo que a comienzos del siglo XVI, se decide construir un nuevo templo denominado "iglesia de Nuestra señora de la Asunción" que se ubicara junto al antiguo camino real de Madrid a Toledo (actual calle Real), donde se encontraba el proceso constructivo anterior.

### Descripción

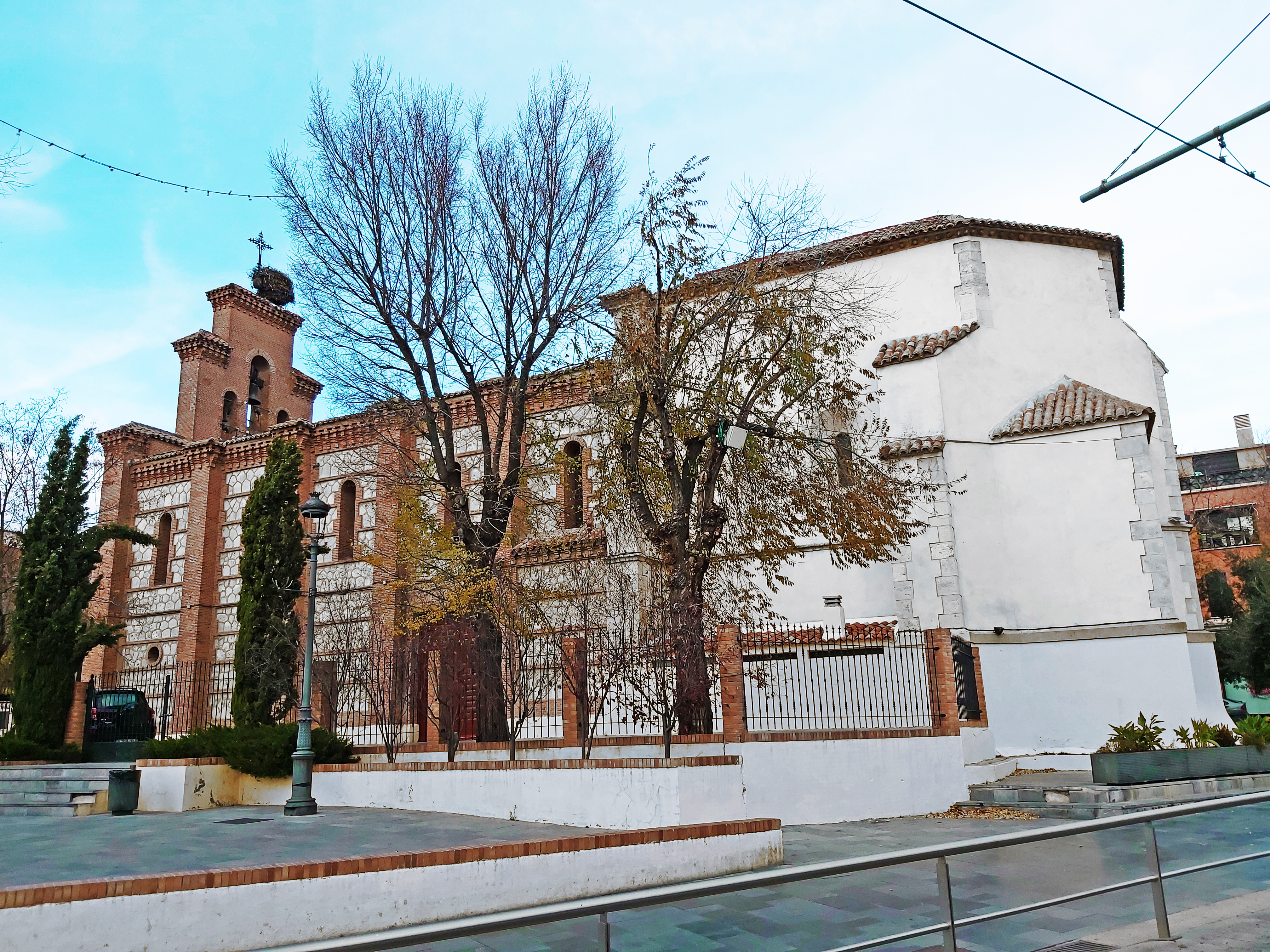
Vista del edificio desde la calle Real

De su diseño consta que la parte más antigua, es su ábside de estilo gótico con planta pentagonal, que es lo único que queda de su diseño original. En su construcción de origen, se levantó el nuevo templo solo conservando la antigua torre de la Santa María de Parla, que se situaba en el lado del evangelio, adosada a la fachada norte y comunicada con el presbiterio, su planta era de una sola nave con capillas laterales, integraba un pórtico en toda la fachada sur, que entonces era la principal, y la oeste, que es la que se usa en la actualidad de forma habitual. En el lado de la epístola estaban como cuartos adosados la sacristía, el baptisterio y el osario, ya que los enterramientos se hacían en la iglesia o en terreno adyacente hasta el año 1833.
El templo continuó su levantamiento en el siglo XVII, ya con los últimos retoques exteriores se le añade a la construcción en la torre cuadricular, unos detalles donde se aloja el campanario. En 1522 solo faltaban pequeños remates en su interior para finalizar la obra, Payo Barroso de Ribera, VIII señor de Parla y IV señor de Malpica, encargó a Juan de Borgoña, arquitecto y pintor, la realización del retablo mayor de la iglesia, que sería colocado al siguiente año, también se colocó a ambos lados del presbiterio en piedra cañiza el escudo de los señores de Parla los Barroso.
Posteriormente se creó una pequeña plaza alrededor de la iglesia con un gran arbolado a su alrededor denominada como la plaza de la iglesia, aunque popularmente era conocida como plaza de la fuente nueva, por la ubicación de la fuente que tenía este nombre, construida en 1623 (ya desaparecía), y que contaba con un póster forjado en forma de cruz pintado originalmente de verde la cual tenía doble utilidad, como farola, pues en los laterales colgaban dos candiles para iluminar la zona, que más adelante fueron sustituidos por dos portalámparas y también como caño para el agua con dos grifos en la parte baja, ya que era una de las dos fuentes del municipio que contaba con agua potable, su estructura formaba dos zonas un cuadrado de piedra de colmenar donde se ubicaba el caño que era para el consumo humano rodeada por unos pequeños pilares unidos por unas barras y un pilón rectangular donde caía el agua sobrante mediante un tubo para ser utilizado como abrevadero para los animales.
En 1625 se coloca en la torre un reloj construido por Juan Sánchez de Mirueña, en 1664 se bendicen las cuadro campanas que incluían los cuatro vanos de la torre, en 1682 se rediseña la torre cuadricular añadiéndole un chapitel, rematado con una cruz a la alto de estilo barroco, obra realizada por Bartolomé Hurtado. En los siglos XVII y XVIII se le fueron incorporando a su decorado gran cantidad de imágenes y nuevos retablos. 
En 1701, sobre la puerta principal se abren dos ventanas, en 1731 cae un rayo sobre el chapitel produciendo daños a la estructura, serían reparados en 1733 por Marcos Francisco Herranz en 1792 se realizan unas obras importantes de mantenimiento realizadas por Manuel Fernández de Cubas. En la guerra de la independencia la iglesia sufrió algunos daños leves, como muchos otros templos que fueron saqueados, aunque los que sufrieron daños estructurales graves, debido a la pobreza en aquella época, no pudieron ser reparados y acabaron desapareciendo, mientras que otros edificios fueron devastados por las llamas quedando en ruinas, como es el caso de alguna de las antiguas ermitas desaparecidas del municipio parleño.

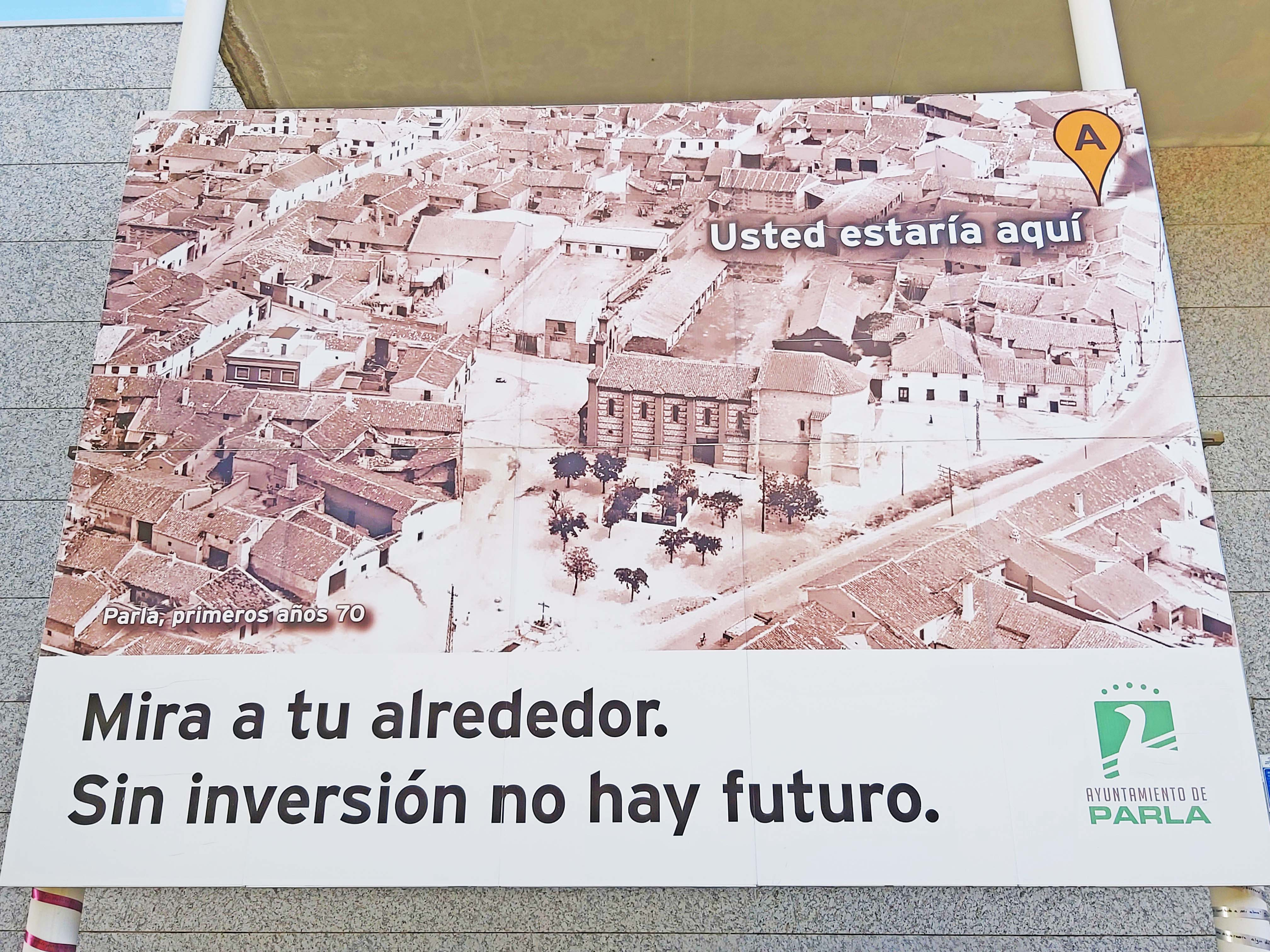
Iglesia de Nuestra Señora de la Asunción visita de la plaza en los años 1970

En el siglo XX el templo fue totalmente remodelado, debido al deterioro que sufría se realizaron una serie de intervenciones, la primera en los años 1920, concretamente en 1925 y 1926, después llegaría una segunda fase de restauración en los años 1940, para subsanar daños producidos en la guerra civil española. En estas dos intervenciones se cambiaron muchos elementos, por lo que cambiaria el diseño original del templo, recibiendo una nueva imagen, debido principalmente a la pérdida de su nave, sacristía, baptisterio, portalillo y de la torre cuadricular con el chapitel, en sustitución de una nueva torre sobre elevada en el muro de la entrada principal, con un nuevo campanario formado por tres campanas y una cruz central en relieve, los materiales de las obras para su rehabilitación fueron ladrillo y piedra. Por otro lado ya que con el paso de los siglos se perdió todo su contenido interior y más durante la Guerra Civil, destacando la desaparición del retablo churrigueresco del altar mayor que databa del siglo XVIII, el retablo barroco trazado por Juan Gómez de Mora que databa de 1617 y de la destrucción de diversas imágenes la cual aparecen redactadas en un documento realizado por el párroco en 1908 donde se reflejaba todo el contenido de la iglesia, tan solo quedaría de su contenido original la pila bautismal, por lo que años después se fue incorporando nuevo contenido y material religioso. La zona donde se realizaban los enterramientos se amplió como plaza y se colocó una gran cruz blanca pintada de cal, como homenaje a los caídos de la guerra civil (ya desaparecida). Entre finales de los años 1980 y principios de los años 1990 se le aria una pequeña restauración de mantenimiento, principalmente estas obras se centraron en la parte del ábside. En 2020 se realizan unas obras de mantenimiento, principalmente afectan al interior destacando la colocación de un nuevo retablo de un estilo similar al original desaparecido de Juan de Borgoña, realizado por Artemartínez.

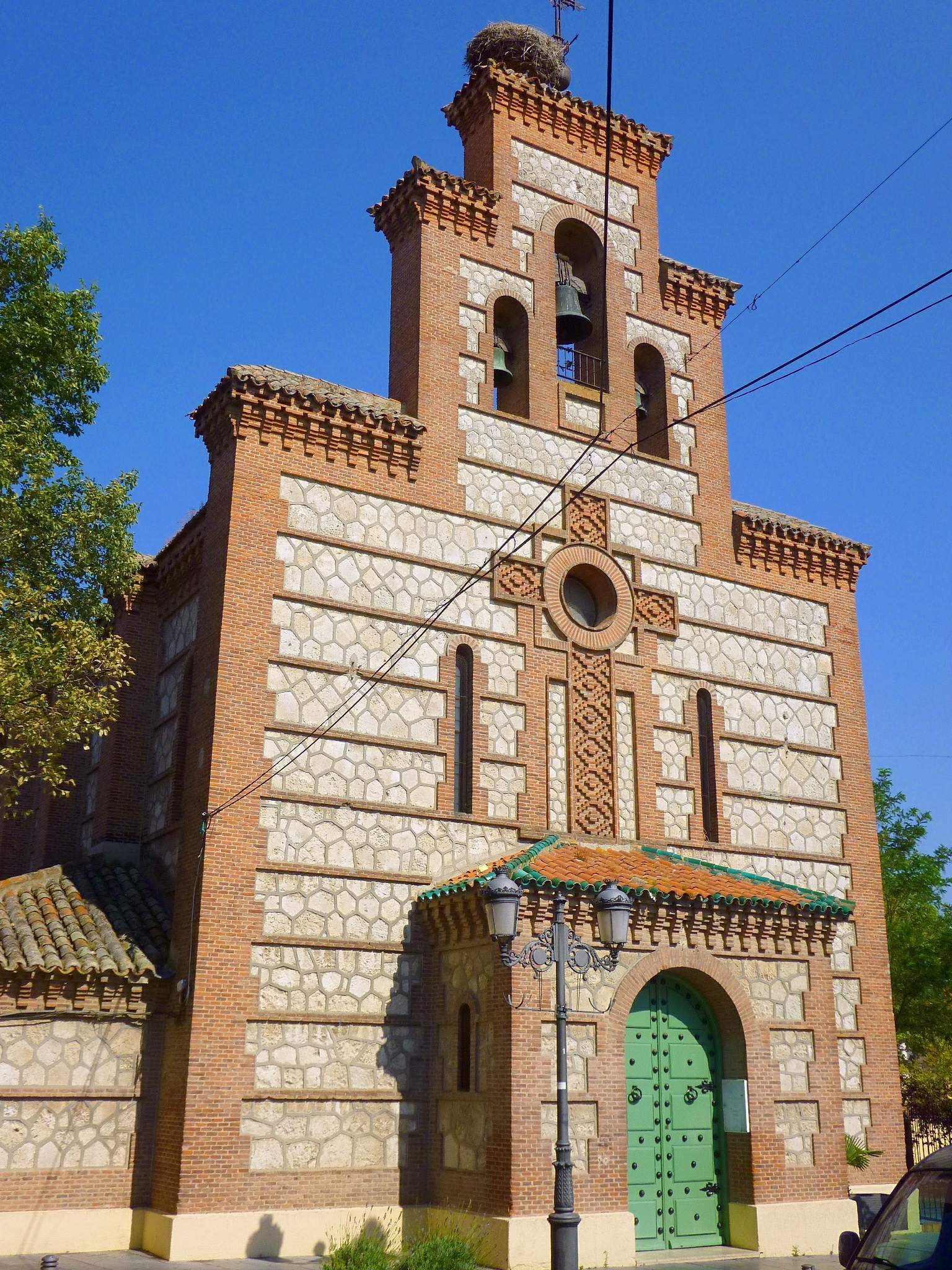
Fachada entrada principal
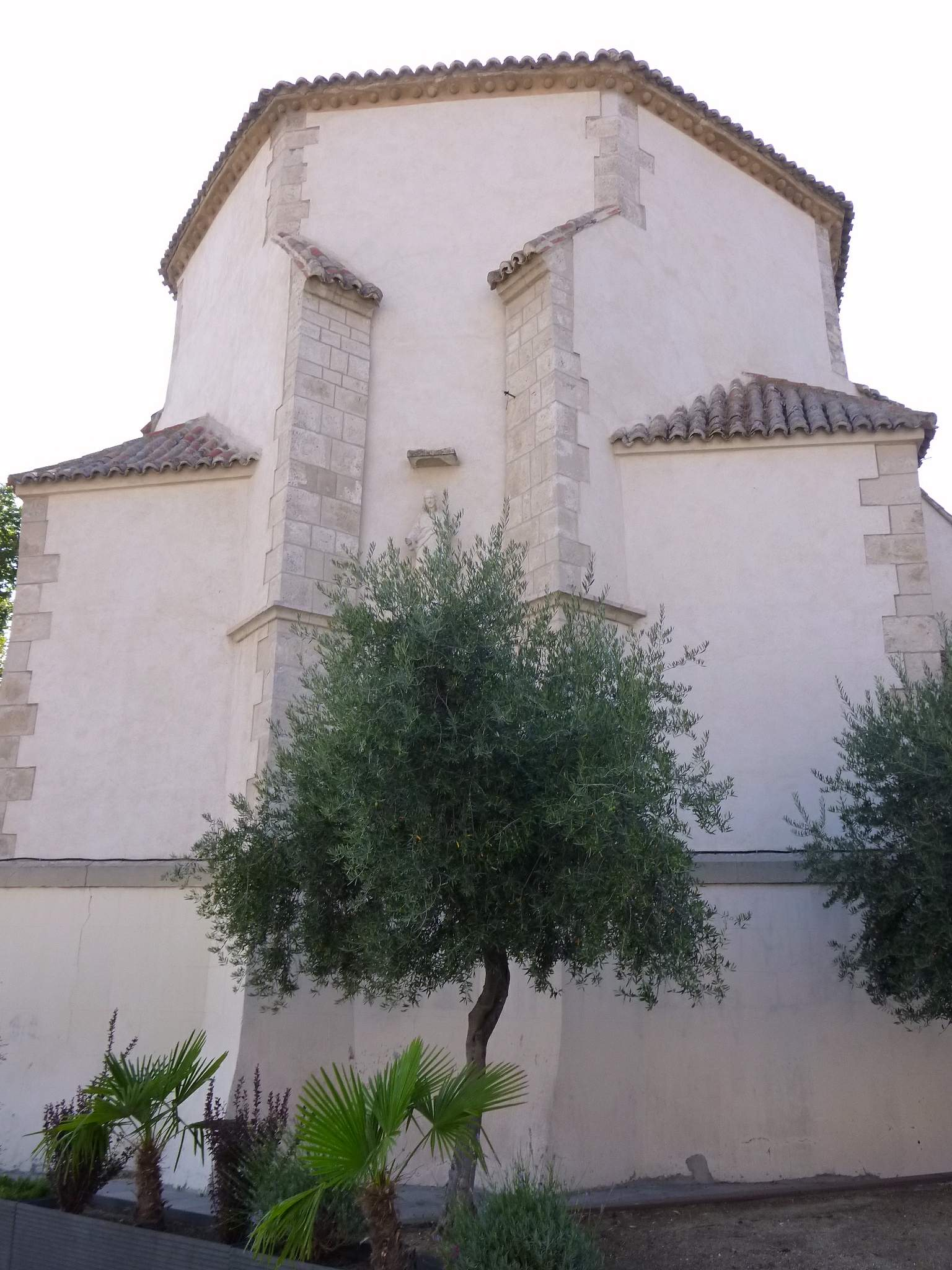
El ábside es la parte mas antigua de la iglesia, destacando su estética que se diferencia notablemente del resto de la iglesia.
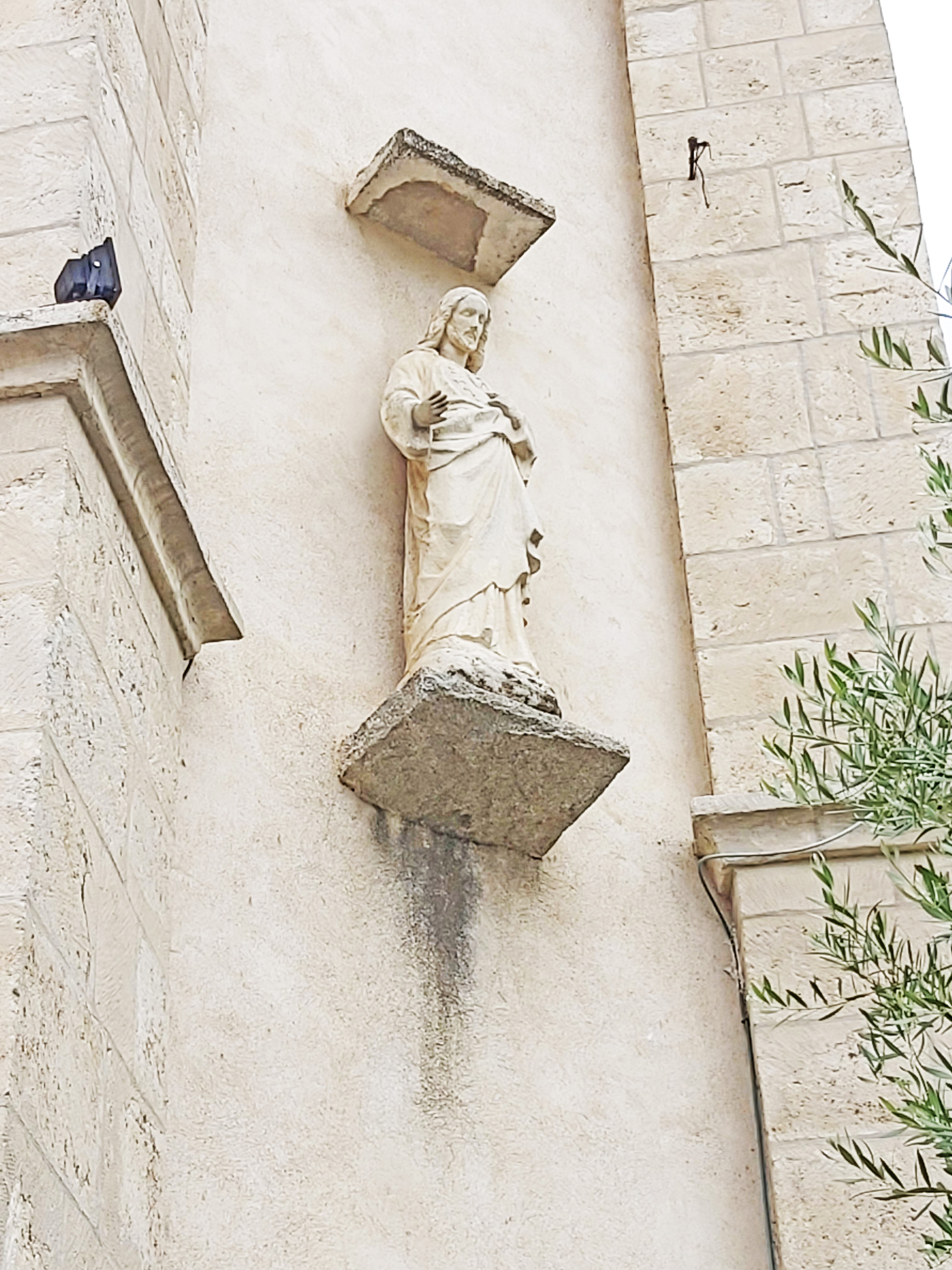
A lo alto se ubica la escultura de un Jesucristo que representa la resurrección.
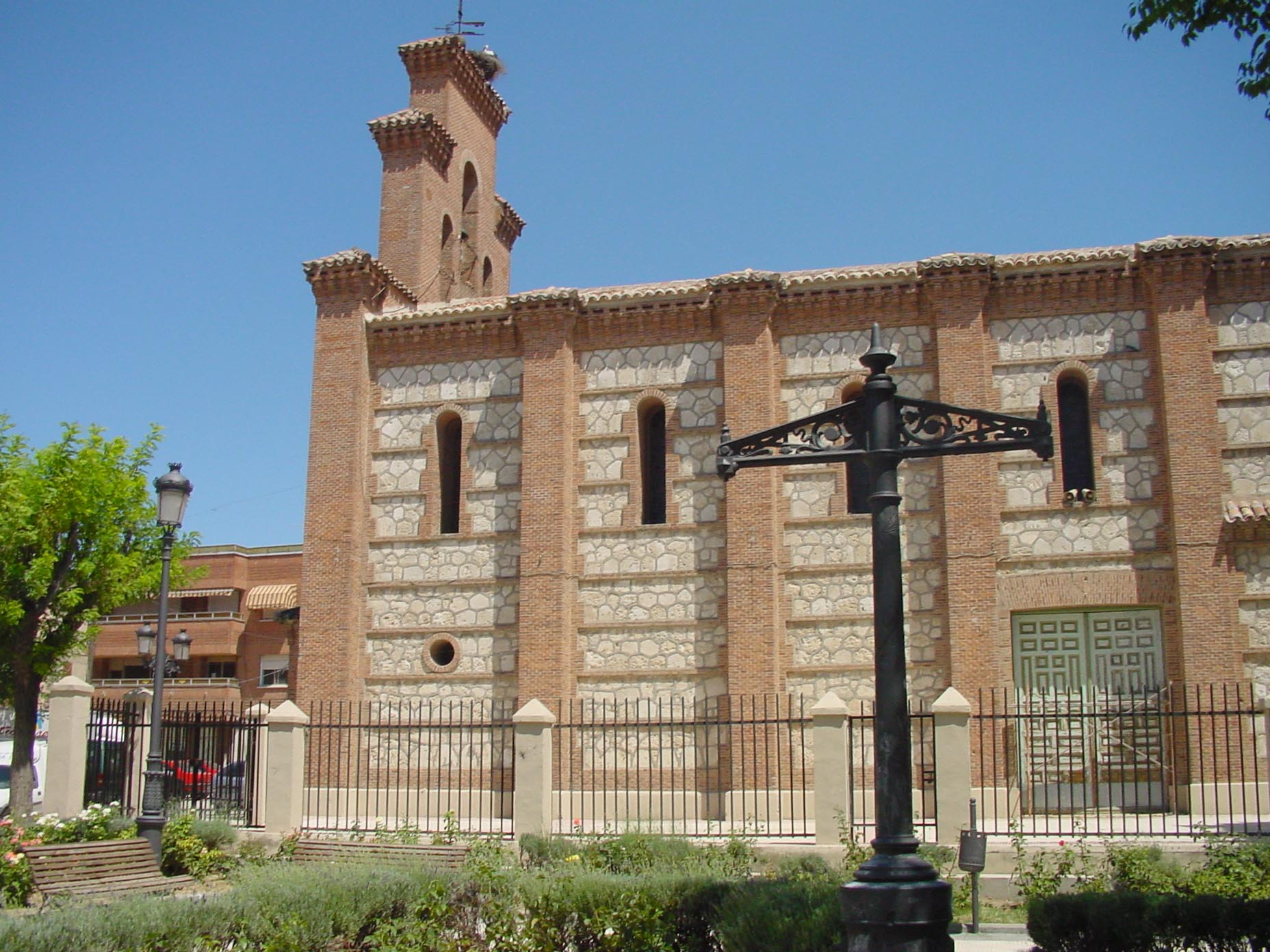
Lateral de la iglesia, donde se aprecia parte de la antigua fuente nueva, en concreto el caño que se situaba en una estructura sobre un póster forjado en forma de cruz, esta también incluía un pilón.